# Reginbald
Reginbald – imię męskie pochodzenia germańskiego, złożone z elementów ragin – "radzić", i bald – "mocny". Patronem tego imienia jest św. Reginbald, biskup (zm. 1039).
Reginbald imieniny obchodzi 13 października.